# Kostiantyn Fomin
Kostiantyn Wasylowycz Fomin (ukr. Костянтин Васильович Фомін, ros. Константин Васильевич Фомин, Konstantin Wasiljewicz Fomin; ur. 6 grudnia?/19 grudnia 1903 w Charkowie, Imperium Rosyjskie, zm. 16 stycznia 1964 w Moskwie, Rosyjska FSRR) – ukraiński piłkarz, grający na pozycji obrońcy, reprezentant ZSRR.

## Kariera piłkarska

### Kariera klubowa
Wychowanek klubu Sztandart Charków (od 1913). Karierę piłkarską rozpoczął w 1922 w miejscowej drużynie OLS Charków, skąd w 1923 przeszedł do KFK Charków. W 1926 już bronił barw Dynama Charków. W 1928 wyjechał do Moskwy występować za Dinamo Moskwa, jednak w 1930 powrócił do Charkowa. W 1935 został zaproszony do Dynama Kijów. W 1938 ukończył karierę piłkarską w klubie Łokomotyw Kijów.

### Kariera reprezentacyjna
21 października 1932 zadebiutował w radzieckiej reprezentacji w spotkaniu towarzyskim z Turcją zremisowanym 2:2, chociaż wtedy te mecze były nieoficjalne tak jak dopiero w 1946 Związek Piłki Nożnej ZSRR wstąpił do FIFA. Łącznie zaliczył 9 nieoficjalnych gier reprezentacyjnych (wszystkie przeciwko Turcji). Również występował w reprezentacjach miast Charkowa (1922–1928, 1931–1934), Kijowa (1935–1936), Moskwy (1929–1930) i Ukraińskiej SRR (1923–1936).

## Kariera zawodowa
Po zakończeniu kariery piłkarskiej w latach 1959–1964 pracował na stanowisku inspektora Centralnego Stadionu im.Lenina w Moskwie.

## Sukcesy i odznaczenia
- Mistrz Mistrzostw ZSRR:

1924 (w reprezentacji miasta Charków)
- Wicemistrz Mistrzostw ZSRR:

1936 (wiosna)
- Wielokrotny mistrz Ukraińskiej SRR.
- Nagrodzony tytułem Zasłużonego Mistrza Sportu ZSRR w 1936.